# International Women's Open 1974
L'International Women's Open 1974 è stato un torneo di tennis giocato sull'erba. È stata la 1ª edizione del Torneo di Eastbourne, che fa parte dei Tornei di tennis femminili indipendenti nel 1974. Si è giocato a Eastbourne in Inghilterra, dal 17 al 23 giugno 1974.

## Campionesse

### Singolare
Chris Evert ha battuto in finale  Virginia Wade con il punteggio di 7–5, 6–4

### Doppio
Helen Gourlay /  Karen Krantzcke hanno battuto in finale  Chris Evert /  Ol'ga Morozova con il punteggio di 6–2, 6–0